# Richart
Richart 為台新國際商業銀行的數位金融品牌。Richart辦理新台幣數位帳戶、韓元和外幣數位帳戶、保險、基金投資、貸款等金融商品服務。曾榮獲紅點設計大獎（Red Dot Award）的2017紅點傳達設計獎（Communication Design 2017）。

## 外部連結
- Richart - 最能幫年輕人存到錢的銀行（繁體中文）
- Richart的Facebook專頁